# Estret d'Anian
L'estret d'Anian  va ser el nom que durant els segles XVI i XVII va ser utilitzat per denominar una part del suposat Pas del Nord des de l'oceà Atlàntic fins al Pacífic. Se suposa que el nom deriva de la Terra d'Anian que Marco Polo va descriure en el seu viatge.

## L'inici de la llegenda

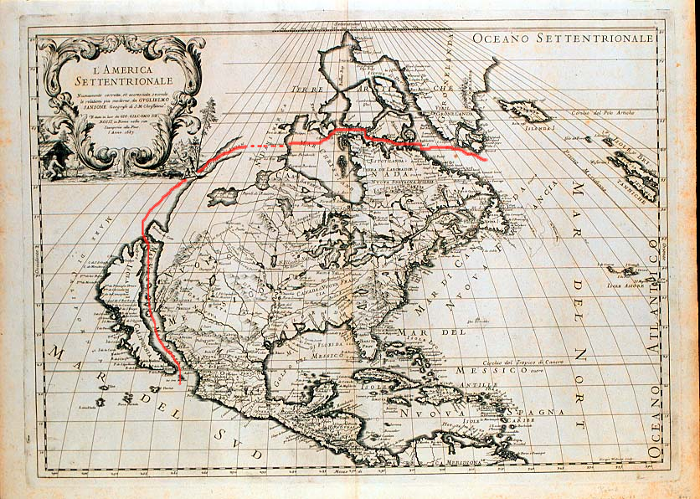
La suposada ruta de l'estret d'Anian.

Marco Polo (1254 - 1324), en el capítol 129 de la seva narració, Els viatges de Marco Polo, es refereix a una província de la Xina anomenada Anian, situada cap al llevant, la qual va ser incorporada als mapes de Catai (nom medieval de la Xina) com Anian Regnum, és a dir, 'Regne d'Anian'. A partir dels viatges de Polo els comerciants europeus van buscar mantenir un contacte més directe amb les llunyanes terres de l'Àsia oriental a les que anomenaven amb el nom genèric d'Índies. Eren regions productores d'espècies, reputades per la gran riquesa aurífera i obertes a l'acció dels missioners. Europa començava la seva expansió pel món.
La consolidació del poder turc al Pròxim Orient va impulsar encara més els viatges d'exploració a la recerca d'una ruta alternativa cap a aquestes terres.
El viatge de Vasco da Gama i l'expedició de Cristòfor Colom s'emmarquen en aquest procés de creixement europeu. En un primer moment es va suposar que les illes trobades per Colom eren part d'Àsia, motiu pel qual van rebre el nom d'Índies, però després de les expedicions de Pinzón, Vespucci i Balboa es va saber que es tractava d'una terra fins aleshores desconeguda que s'interposava, per així dir, entre Europa i Àsia. Alguns, però, consideraven que el mateix continent americà era una mena de península asiàtica i en els, sovint conjecturals, mapes que registraven la nova visió del món les terres septentrionals d'Amèrica eren designades com Anian.
El problema de la comunicació amb les terres de l'Àsia oriental continuava obert i els navegants es van abocar a resoldre impulsats tant pels monarques com per les primeres companyies de comerciants.
Dins d'aquestes conjectures, era creença general que havia d'existir un pas, o potser més d'un, que travessés Amèrica unint els mars del Nord (Atlàntic) i del Sud (Pacífic).
Fernando de Magallanes, el 1520, va trobar un pas cap a l'oceà que es va anomenar Pacífic, explorant l'extrem sud del continent americà on va trobar l'estret que porta el seu nom, l'estret de Magallanes. Després de la mort del capità i la major part de la tripulació durant el viatge, va ser el pilot, Juan Sebastián Elcano, qui va aconseguir acabar el viatge donant d'aquesta manera la primera volta al món. No obstant això la ruta sud resultava onerosa, llunyana i perillosa, per la qual cosa es va començar a buscar un nou pas al nord del continent, més a prop d'Europa.

## A la recerca de l'estret de Anian
Molts navegants van intentar trobar un pas cap a la mar del Sud buscant per l'extrem nord del continent americà. Aquest pas era el mític estret d'Anian que declarava haver descobert Juan de Fuca, després els navegants Henry Hudson, el 1610, i William Baffin, el 1616, el van buscar en va per les costes de l'oceà Atlàntic i van desaparèixer intentant trobar-lo. Abans que ells João Rodrigues Cabrilho el va buscar el 1542 vorejant les costes del Pacífic nord.
En 1745 el govern anglès va oferir una recompensa de 20.000 lliures esterlines a qui trobés l'estret d'Anian. Ningú mai va cobrar el premi.

## Epíleg

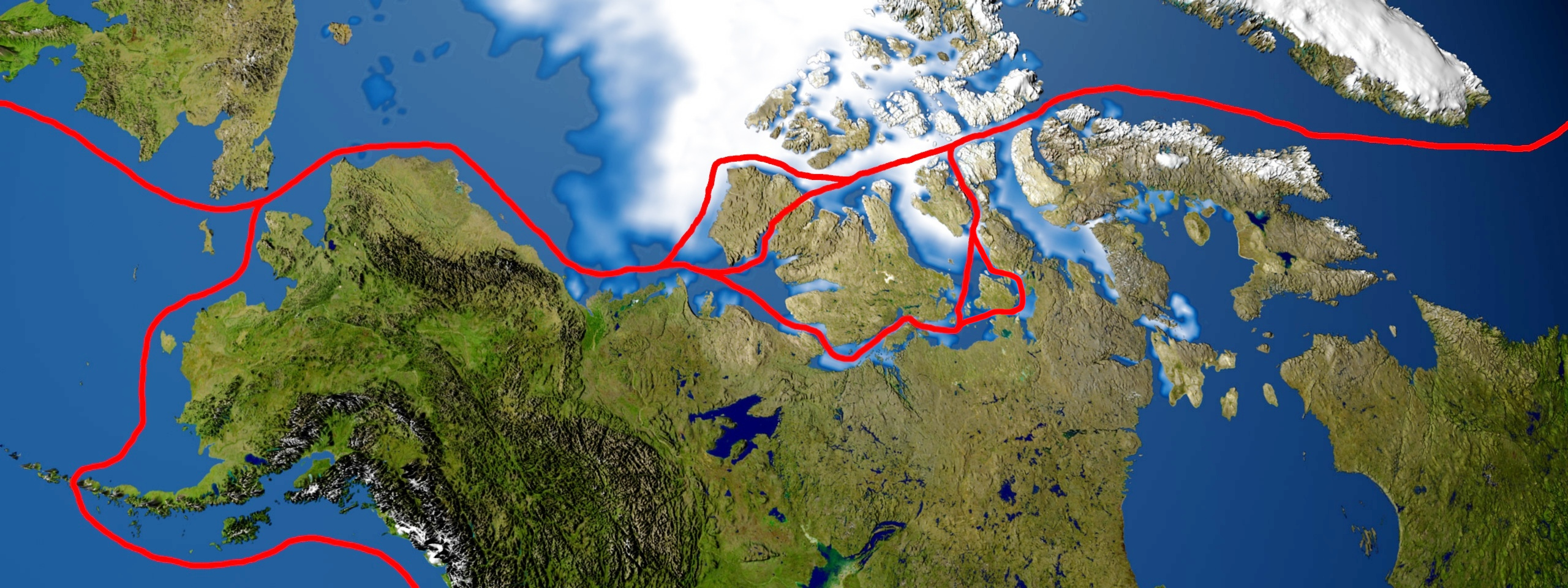
El Pas del Nord-oest al oceà Glacial Àrtic (actualment descongelant).

Anys més tard amb les modernes tecnologies es va poder deduir l'existència de l'estret d'Anian, però aclarint que el pas és innavegable, ja que es tracta de l'oceà Àrtic que roman tot l'any cobert de gel.
Avui dia amb la tecnologia existent és fàcil per als submergibles (submarins) navegar per sota dels casquets polars de l'oceà Atlàntic fins a l'oceà Pacífic i viceversa.